# Elvas
Elvas je povijesno značajan portugalski grad i općina, drugi po veličini grad pokrajine Portalegre, smješten na samoj granici sa Španjolskom, 10 km istočno od grada Portalegre i 210 km od Lisabona. 
Elvas se razvio u sušnom području Alentejo, na niskoj visoravni visine od oko 320 metara. Klima u Elvasu je izrazito sredozemna s vrlo malo padalina. Zbog sušne klime vodeni tokovi u Elvasu i okolici su rijetki i nepostojani tijekom ljetnjih mjeseci. Najbliža rijeka je Guadiana, koja se nalazi 8 kilometara južnije.
Grad je ipak najpoznatiji po svojim utvrdama i dugim gradskim zidinama sagrađenima od 17. do 19. stoljeća, a koji imaju najveći sustav suhih jaraka koji je još uvijek u uporabi. Unutar zidina grad posjeduje vojarne i druge vojne objekte, poput Amoreira akvedukta koji je izgrađen kako bi se omogućila dostava vode tijekom duge opsade, ali i crkve i samostan. Pored ostataka koji datiraju u 10. stoljeće, njegove utvrde su započete kada je Portugal stekao neovisnost 1640. godine. Utvrde je dizajnirao nizozemski isusovac Padre João Piscásio Cosmander, te predstavljaju najbolje sačuvani primjer nizozemske škole utvrda na svijetu. Zbog toga su ove utvrde i zidine upisine na UNESCO-ov popis mjesta svjetske baštine u Europi 2012. godine

## Povijest
Područje Elvasa je naseljeno još od prapovijesti, ali je grad dobio na važnosti u 15. i 16. stoljeću kada je postao značajno sjedište portugalske vojske, kao preventiva upadima iz obližnje Španjolske. Grad je dobio gradska prava 1513. godine i jedan od rijetkih gradova o čijoj povijesti postoje mnoge povijesne knjige, još iz 17., ali posebno iz prve polovice 20. stoljeća. Povijest grada je neodvojiva od njegovih utvrda i vezama s granicom. Nju je neizbrisivo obilježio niz događaja koji su izravno ili neizravno povezani s pograničnim mjestom koji je prirodna točka ulaza na portugalski teritorij.

## Znamenitosti
Utvrde grada Elvasa imaju svoje podrijetlo iz arapskog razdoblja, i najstariji srednjovjekovni dio je poznat kao "muslimanske zidine". One su znatno unaprijeđene tijekom kršćanskog razdoblja do 16. stoljeća. U 17. stoljeću, kao posljedica rata za obnovom Portugala (1641. – 1668.), treći srednjovjekovni zid, Fernandina, izgrađen u razdoblju između 1340. – 1369.) je srušen kako bi dao građevinski materijal za impozantne utvrde oko povijesnog centra (izgradnja: 1643. – 1653.).
Napredak topništva i iskustva iz Bitke kod Elvasa (1659.) su dovela do izgradnje strateških utvrda i bastiona kako bi nadolazeći neprijatelj koji opsjeda grad morao znatno raspršiti svoje snage i ne bi mogao izravno ugroziti grad u blizini prvih rovova. To područje zaklona još uvijek postoji i poznato je kao "Elvas linija", još od spomenute bitke. Ovaj sustav je dodatno utvrđen utvrdom u povijesnom centru, koja uključuje i Tvrđavu sv. Lucije (Santa Lúzia) (izgradnja: 1641. – 1648.), tvrđavu Graca (izgradnja: 1763. - početka 19. stoljeća) i tri od četiri bastiona koja su izgrađena početkom 19. stoljeća u današnjem obliku: Fortlet São Mamede, Fortlet São Pedro i Sao Domingos Fortlet ili Piedade (tj. "ophod").
Pored utvrđenog sustava, povijesni centar predstavlja monumentalno bogatstvo zgrada koje su se uglavnom od vojne funkcije i svjedoče o jedinstvenosti ovoga grada. Kompletno urbano tkivo grada je zamišljeno kao ogroman garnizon koji je branio glavnu prirodnu ulaznu točku na portugalski teritorij.
- Stupac srama
- Povijesno središte
- Amoreira akvedukt
- Zidine Elvasa
- Utvrda Elvas

## Gradovi prijatelji
Elvas je zbratimljen sa sljedećim gradovima:
- Alentejo, Portugal
- Badajoz, Španjolska
- Olivenza, Španjolska